# Die Gespensterstunde
Die Gespensterstunde (traduzione letterale: “L’ora degli spettri”) è un film tedesco del 1917, diretto dal regista danese Urban Gad.

## Trama
Johann e sua moglie Marie-Louise abitano col conte de la Porte, padre di Johann, al castello del conte, insieme ai propri figli, uno di pochi mesi, Gert, e l’altro di circa quattro anni d’età, che i medici si dicono sicuri sia destinato ad una progressiva disabilità. Quando August, il figlio maggiore del conte, che ha con lui pessimi rapporti, fa inaspettatamente ritorno al castello di famiglia dopo essere stato dato per disperso, la madre di Marie-Louise, l’avida contessa Herm, vede svanire la possibilità, dato il diritto di maggiorasco, che la ricca eredità del conte ricada nelle mani della figlia.
Marie-Louise e la madre, allora, per togliersi di torno il malvoluto August, fanno in modo, con l’astuzia, che Johann scopra la propria moglie in atteggiamenti apparentemente sconvenienti con August: ne nasce un conflitto tra i fratelli, durante il quale Johann rimane accidentalmente ucciso. August lascia di nuovo la residenza di famiglia, premurandosi tuttavia di nascondere nell’ala disabitata del castello i documenti che attestano il proprio diritto all’eredità.
Un consiglio di famiglia decide allora essere sconveniente che la fortuna venga ereditata dal piccolo destinato all’infermità, che viene recluso nell’ala disabitata del castello ed affidato alle cure del maggiordomo Tobias. La contessa Herm, per completare l’opera, simula un incidente per cui lo sfortunato bambino risulta morto.
Diversi anni dopo, mentre i bambini sono diventati giovani adulti, August, emigrato su un altro continente, solamente sul letto di morte rivela alla figlia Agga la propria storia, e le chiede di recarsi sotto falso nome al castello dei de la Porte, prendere i documenti da lui ivi nascosti, e rivendicare i propri diritti. La contessa Herm, avvertita dell’arrivo di Agga da una lettera del morente August, subodora la verità, al punto da spingere il nipote Gert a chiedere Agga in moglie, in modo da accaparrarsi l’eredità. Agga rifiuta la proposta, ed inizia invece un rapporto con Magnus, un vicino di casa.
La contessa Herm intravede come ultima possibilità di allontanare Agga dal castello quella di spaventarla mediante un incontro notturno con il giovane infermo (e legittimo erede), ora sviluppatosi in un uomo dall’aspetto deforme e mostruoso, un poco violento. Insieme a Gert (che apprende solo ora di avere un fratello) comunica al riluttante Tobias il proprio piano. L’incontro non manca di fare effetto, ma mentre lo sfortunato disabile, nell’occasione, sfugge alla pluriennale reclusione e fa perdere le proprie tracce, Agga non demorde: la notte successiva, a mezzanotte, l’ora degli spettri, aiutata da Magnus, trova i documenti. Il giovane infermo riappare, ed attacca la nonna uccidendola, mentre egli stesso, inseguito, cade dagli spalti del castello trovando la morte.